# 马克·斯威丹案
马克·斯威丹案是指美国公民马克·斯威丹（Mark Swidan）于中国进行非法毒品貿易，被江门市中级人民法院判处死刑的案件。
马克·斯威丹是美国德克萨斯州休斯敦人，从事设计师、艺术家、摄影师及商人工作 。2012年11月，在前往中国购买地板等器材的时候，斯威丹被广东东莞警方逮捕，其后被指控在中国境内走私制造毒品。一年后，他在江门市中级人民法院受审，但审判结果一直没有下达。直至五年半后的2019年，江门市中级人民法院决定判处斯威丹死刑，缓期两年执行，而当时美国财政部长史蒂芬·梅努欽身处中国，与中方就中美贸易战问题进行谈判。
被判处死刑后，马克·斯威丹一直被关押在江门监狱。据斯威丹母亲向媒体透露，自从斯威丹被捕以来，双方只在2018年通过一次电话，但只有五分钟，此后就再也没有消息。她又指斯威丹在健康状况不断恶化，不仅患上牙周炎等疾病，精神状况也非常差，有好几次想过自杀。斯威丹也曾向提出上诉，但于2023年4月14日被江门市中级人民法院驳回。最终斯威丹在2024年11月的中美交换囚犯行动中获释。

## 案件情况
2012年11月14日，前往中国购买地板等器材的马克·斯威丹在广东东莞一家酒店内被捕，当时他正与家人通电话。其后当局指控斯威丹在中国境内走私制造毒品，一年后在江门市中级人民法院受审，但判决结果迟迟没有下达。直至5年半后的2019年4月30日，江门市中级人民法院宣布斯威丹走私和制造毒品罪名成立，判处死刑，缓期两年执行。当时，美国财政部长史蒂芬·梅努欽正身处中国，与中方就中美贸易战问题进行谈判。

## 后续情况
斯威丹之后被关押在江门监狱。对话基金会称该监狱是“黑箱”，而斯威丹据称在监禁期间绝食过好几次，也有几次试过自杀。
在2022年7月的一次采访中，斯威丹的母亲凯瑟琳·斯威丹（Katherine Swidan）表示，自从斯威丹入狱被捕以来，双方只在2018年通过一次电话，但只有五分钟。截至2022年11月，中方以COVID-19疫情为由，在半年来拒绝美国外交官前往监狱探视斯威丹。直至2023年8月，美国驻华大使尼古拉斯·伯恩斯才探视了斯威丹。
在另一个采访中，凯瑟琳表示斯威丹的健康状况不断恶化，狱警把他的手打断了五到七次，他的膝盖也移了位，还出现牙周炎等症状，体重缩减了100磅。凯瑟琳称斯威丹需要通过乞求来换取食物，同时还要冒着吸入有毒物质的风险生产塑胶花。她向《卫报》表示：“马克可能与25人关在一个房间里，地面上有一个用来上厕所的洞，卫生纸由他们提供。监狱里没有热水供应，即便在冬天也是如此。他曾告诉我：‘妈妈，我一辈子都没像这样冷过’。”由于没有空凋，每到夏天，监狱内的气温高达43°C。
多年来，凯瑟琳不断在Facebook、Instagram、X（即Twitter）等社交平台发声，持续联系中美两国官员，希望各方伸出援手。她还加入了把我们的家人带回来运动，该运动致力于让遭到不当拘禁、变成人质的人士回国。凯瑟琳还在众筹网站GoFundMe发起募款，以维持斯威丹在狱中的生活，同时为斯威丹回国后筹措医疗费用。2023年4月，美国演员兼导演梅尔·吉布森在NewsNation的一档节目中公开呼吁中国当局释放斯威丹。
最终斯威丹在2024年11月的中美交换囚犯行动中获释。

## 各方反应

### 美国
在奥巴马执政时期，美国当局为斯威丹做的工作有限，白宫及美国国务院方面从未就案件发表过声明，政府人员向新闻周刊表示能做的事情不多。
美国方面一直认为斯威丹被错误拘禁。人质事务总统特别顾问罗杰·D·卡斯滕斯将斯威丹获释定为首要任务。美国国家安全顾问杰克·沙利文向中共中央外事工作委员会办公室主任杨洁篪提及了斯威丹的案件，此事已被美国总统乔·拜登亲自定为优先事项。美国驻华大使尼古拉斯·伯恩斯告诉凯瑟琳，斯威丹获释已经是白宫、美国国务院及美国驻华大使馆的首要工作，但凯瑟琳认为美国政府的力度还不够。2022年，美国国务院向中华人民共和国发出旅游禁令，称中国当局“出于维持法律和秩序以外的目的，任意执行当地法律，包括动用出境禁令” 。美国政府签署行政命令，宣布制裁在海外不当拘禁美国人的政府及个人。
美国参议员泰德·克鲁兹、约翰·科宁、众议员迈克尔·克劳德在美国国会提出一项动议，要求中国当局释放斯威丹，该动议于2023年4月25日在美国众议院以428票赞成、0票反对获得通过。众议员维森特·冈萨雷斯也要求释放斯威丹。
美国的中国法律问题专家郭丹青认为斯威丹案的判决之所以拖了这么长，是因为中国司法体制内部存在争议，各方质疑案件的是非曲直：“在这样的案件中，法律不希望判处无罪释放，因为这样会让警方及检方难堪，但也不愿意定罪，所以就把案件放到一边。”曾以非法窃取公民信息被中国当局判刑的英国私家侦探韩飞龙认为斯威丹被拘禁就是人质外交的例子。

### 联合国
联合国人权理事会的任意拘留问题工作组将斯威丹被拘禁的事件定性为非法，呼吁中国当局立即释放，并给予赔偿。

### 对话基金会
中美对话基金会认为没有实质证据证明斯威丹从事或密谋进行毒品交易，要求中国当局释放斯威丹。基金会主席康原告诉《新闻周刊》，唯一对斯威丹不利的“证据”，是他曾经访问过一家被中国当局认为在生产冰毒的工厂、住了一个被另一个人租住且发现毒品的房间，而实质证据完全没有，包括指纹、DNA，电脑里也没有跟毒品相关的文件，电子邮件及通话记录等也无法证明他参与毒品交易。
康原曾就斯威丹事件向中国当局写了40封信，但只收到三四次回复。他向《華盛頓檢查者報》表示：“情况非常糟糕，以至于中国官员向我承认事情让他们很难堪。”他补充道：“我从来没有见过这样去侵犯个人正当权利的行为，这太令人震惊了。在我看来，他是被迫害、被陷害了。”